# Amphisbaena dubia
Amphisbaena dubia är en ödleart som beskrevs av  Müller 1924. Amphisbaena dubia ingår i släktet Amphisbaena och familjen Amphisbaenidae. Inga underarter finns listade i Catalogue of Life.
Rathke beskrev 1863 en art med namnet Amphisbaena dubia. Denna population är identisk med en underart av Amphisbaena fuliginosa men inte med denna art.
Liksom andra maskormar saknar arten extremiteter. Huvud och svans har ungefär samma form. Museumsexemplar har en ljusbrun färg.
Denna ödla förekommer i sydöstra Brasilien i delstaterna São Paulo, Santa Catarina och Minas Gerais. Utbredningsområdet är uppskattningsvis 75 800 km² stort. Exemplaren är nattaktiva och gräver i marken. Honor lägger ungefär tre ägg per tillfälle.
Beståndet påverkas måttlig av landskapsförändringar. Hela populationen anses vara stor. IUCN listar arten som livskraftig (LC).